# Murudur, Alur
Murudur là một làng thuộc tehsil Alur, huyện Hassan, bang Karnataka, Ấn Độ.